# GNU SASL
GNU SASL је имплементација окружења Једноставног носача за аутентификацију и безбедност (Simple Authentication and Security Layer) заједно са неколико уобичајених SASL механизама. SASL користе мрежни сервери као што су IMAP и SMTP за упите о аутентичности клијената и за клијентско аутентификовање на серверима. Библиотека укључује подршку за SASL окружење (са аутентификационим функцијама, апликационим подацима за приватност и интегрисаним функцијама) и бар делимичну подршку за пријавне механизме CRAM-MD5, EXTERNAL, GSSAPI, ANONYMOUS, PLAIN, SECURID, DIGEST-MD5, LOGIN, NTLM и KERBEROS_V5.